# 1992年アルベールビルオリンピックのドイツ選手団
1992年アルベールビルオリンピックのドイツ選手団（1992ねんアルベールビルオリンピックのドイツせんしゅだん）は、1992年2月8日から2月23日までフランスのサヴォワ県アルベールヴィルで開催された1992年アルベールビルオリンピックのドイツ選手団、およびその競技結果。

## 概要
今大会は東西ドイツ再統一後、初めて迎えたオリピックで、金メダル10個、銀メダル10個、銅メダル6個の合計26個のメダルを獲得し国・地域別ランキングで1位となった。
スピードスケートでは、グンダ・ニーマンが女子3000、女子5000mで金メダルを獲得し2冠を達成した。

## メダル
| メダル | 選手名                                                                            | 競技             | 種目               |
| ------ | --------------------------------------------------------------------------------- | ---------------- | ------------------ |
| 金     | ウーベ＝イェンス・マイ                                                            | スピードスケート | 男子500m           |
| 金     | オラフ・ツィンケ                                                                  | スピードスケート | 男子1000m          |
| 金     | ジャクリーネ・ベルナー                                                            | スピードスケート | 女子1500m          |
| 金     | グンダ・ニーマン                                                                  | スピードスケート | 女子3000m          |
| 金     | グンダ・ニーマン                                                                  | スピードスケート | 女子5000m          |
| 金     | ゲオルク・ハックル                                                                | リュージュ       | 男子1人乗り        |
| 金     | シュテファン・クラウゼ ヤン・ベーレント                                           | リュージュ       | 男子2人乗り        |
| 金     | マルク・キルヒナー                                                                | バイアスロン     | 男子10kmスプリント |
| 金     | リッコ・グロス イェンス・シュタイニゲン マルク・キルヒナー フリッツ・フィッシャー | バイアスロン     | 男子4×7.5kmリレー  |
| 金     | アンティエ・ミゼールスキー=ハーヴェイ                                             | バイアスロン     | 女子15km           |
| 銀     | グンダ・ニーマン                                                                  | スピードスケート | 女子1500m          |
| 銀     | ハイケ・バルニケ                                                                  | スピードスケート | 女子3000m          |
| 銀     | ハイケ・バルニケ                                                                  | スピードスケート | 女子5000m          |
| 銀     | リッコ・グロス                                                                    | バイアスロン     | 男子10kmスプリント |
| 銀     | マルク・キルヒナー                                                                | バイアスロン     | 男子20km           |
| 銀     | アンティエ・ミゼールスキー=ハーヴェイ                                             | バイアスロン     | 女子15km           |
| 銀     | ウルスラ・ディスル アンティエ・ミゼールスキー=ハーヴェイ ペトラ・シャーフ         | バイアスロン     | 女子3×7.5kmリレー  |
| 銀     | ルドルフ・ロホナー マルクス・ツィンマーマン                                       | ボブスレー       | 男子2人乗り        |
| 銀     | ヴォルフガング・ホッペ ボドガン・ムシオル アクセル・キューン レネ・ハンネマン     | ボブスレー       | 男子4人乗り        |
| 銀     | イフェス・マンケル トーマス・ルドルフ                                             | リュージュ       | 男子2人乗り        |
| 銅     | カーチャ・ザイツィンガー                                                          | アルペンスキー   | 女子スーパー大回転 |
| 銅     | クリスタ・ルディンク                                                              | スピードスケート | 女子500m           |
| 銅     | モニク・ガルブレヒト                                                              | スピードスケート | 女子1000m          |
| 銅     | クラウディア・ペヒシュタイン                                                      | スピードスケート | 女子5000m          |
| 銅     | クリストフ・ランゲン ギュンター・エガー                                           | ボブスレー       | 男子2人乗り        |
| 銅     | スジ＝リサ・エルドマン                                                            | リュージュ       | 女子1人乗り        |